# センチメンタルな旅
『センチメンタルな旅』（センチメンタルなたび）は、荒木経惟撮影による写真集。

## 概要
彼の妻、陽子との結婚式から、新婚旅行で行った京都、福岡（柳川）を撮った写真で構成される。1971年、1000部限定、1000円で自費出版として発売された。荒木はこの写真集を紀伊国屋書店に置いてもらおうと当時の社長田辺茂一に頼みに行くが、その際序文を付けることをすすめられ、急遽左手で書いた紙を挿入して発売した。これが「私写真家宣言」である。
自費出版で部数も少なかったことから、幻の写真集とされ、古書市場でも高額で取引されていたが、2001年ドイツの出版社（Steidl）から森山大道・中平卓馬による『写真よさようなら』、中平卓馬『来たるべき言葉のために』、「provoke」1〜3号とともに『The Japanese Box』ISBN 3882433019として復刻された。
また1997年刊行の「写真集をよむ ベスト338完全ガイド」ISBN 4839820104 （メタローグ）では写真評論家 飯沢耕太郎の解説で、全写真を見ることが出来る。
なお荒木夫妻の共著であるエッセイ集をもとにした竹中直人監督・主演の映画『東京日和』では、この「センチメンタルな旅」の中の柳川の小舟の中で丸まって眠る陽子の姿を再現したシーンが描かれている。

## 関連書籍
『続 センチメンタルな旅 沖縄』
1971年10月、私家版として刊行。
当時、電通に務めていた荒木が自民党の沖縄復帰キャンペーン用ポスターを撮るために、返還前の沖縄を旅行し、その時の様子をまとめたもの。彼の写真集としては珍しく、ドキュメンタリー的な要素が出ている。
『10年目の『センチメンタルな旅』』
1982年、冬樹社から刊行。
結婚10周年を記念して、1981年パリ、スペイン、アルゼンチンを回った旅行を撮ったもの。
下記の「センチメンタルな旅・冬の旅」刊行後、1992年、増補版ISBN 4480872086として筑摩書房から刊行された。
『センチメンタルな旅・冬の旅』
1990年1月、陽子が子宮肉腫のため他界するまでの数ヶ月彼女を撮り続け、1991年2月新潮社から「センチメンタルな旅・冬の旅」ISBN 4103800011として出版される。
前半を「センチメンタルな旅」から再編集し、後半は「冬の旅」として彼女を失うまでの心の旅を描いている。
この写真集の出版に合わせて、荒木と篠山紀信が対談を行い、新潮社の雑誌「波」（1991年2月発行）に掲載された。この中で、妻の死に顔を写真に撮り、それを発表した行為が篠山紀信にとって許すことができず、その後しばらくのあいだ絶交状態が続いた。